# Bronte Lagoon
Bronte Lagoon ist ein Stausee in der Mitte des australischen Bundesstaates Tasmanien, der 1953 durch Hydro Tasmania zusammen mit den Stauseen Bradys Lake, Lake Binney und Tungatinah Lagoon als Wasserreservoir für das südlich gelegene Wasserkraftwerk Tungatinah Power Station am Fluss Nive River angelegt wurde. Die Bronte Lagoon liegt im zentralen Hochland von Tasmanien südlich des Lyell Highway (A10) etwa vier Kilometer südlich der kleinen Ortschaft Bronte Park. Der Stausee wurde durch die Errichtung eines 10,7 Meter hohen Damms am Woodwards Creek realisiert, der die natürliche Entwässerung des ursprünglichen Sumpfes (Woodwards Marsh) war.
Zwischen dem Lyell Highway und dem nördlichen Ende des Sees, der Bronte Bay, liegt der geographische Mittelpunkt Tasmaniens. Dort befindet sich eine Stein-Markierung mit einer Hinweistafel.

## Bau
Der 10,7 Meter hohe Bronte Dam wurde 1953 errichtet, um einen Stausee für die südlich gelegene Tungatinah Power Station anzulegen. Der Stausee wird aus dem Nive River über den Bronte Canal gespeist und entwässert über den Woodwards Canal in den Bradys Lake. Das Wasser fließt weiter in den Lake Binney und schließlich in den letzten Stausee Tungatinah Lagoon. Von dort aus treibt das Wasser fünf Francis-Turbinen des Kraftwerks mit einer Gesamtleistung von 125 Megawatt an, bevor es in den Nive River zurückfließt.

## Fischen
Im See können Bachforellen und Regenbogenforellen geangelt werden, die in den Fünfziger Jahren als Fischbesatz eingesetzt wurden, die aber auch dem Nive River über den Bronte Canal eingewandert sind. Vom Lyell Highway erreicht man über die Bronte Lagoon Road eine Bootsrampe am Bronte Dam, an der Sport- und Fischerboote zu Wasser gelassen werden können. Eine weitere Bootsrampe befindet sich an der nördlichen Seite (Bronte Bay) direkt am Highway.